# Steengaden Hückeswagen

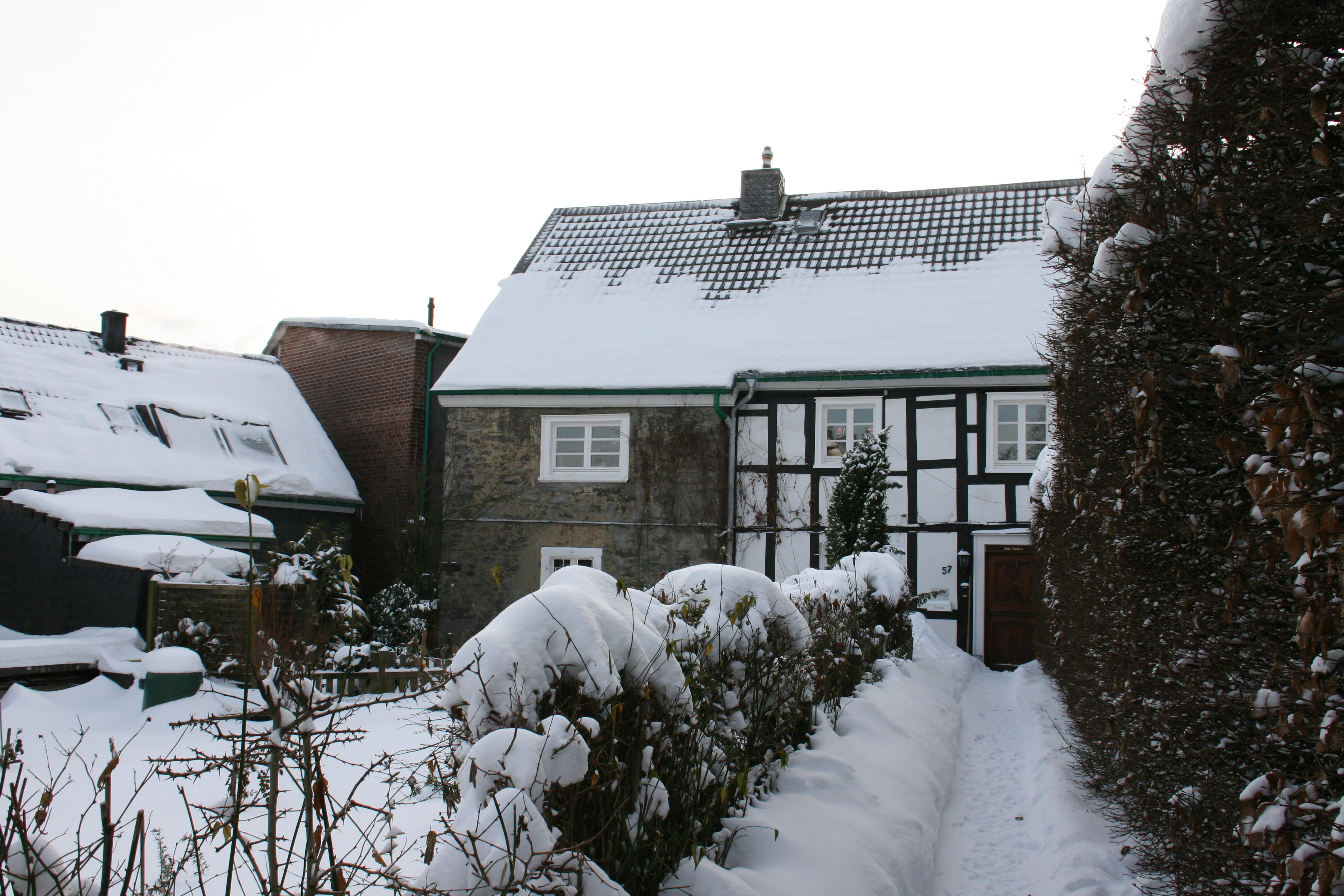
Steengaden am Marktberg in Hückeswagen

Der Steengaden Hückeswagen ist ein befestigter Wohnturm in Hückeswagen. Er befindet sich an der Straße Am Marktberg nahe der Einmündung in die Islandstraße.
Er gehörte zu den Verteidigungsanlagen der Burg (heute Schloss Hückeswagen) und diente im Mittelalter als Sitz der Ministerialen von Hückeswagen. Später wurde er Pastorat der Reformierten Gemeinde. Seit dem 19. Jahrhundert ist er ein privates Wohnhaus an der Islandstraße. Er ist Station des Altstadtrundwegs in Hückeswagen.